# Ana Francisca Abarca de Bolea
Ana Francisca Abarca de Bolea y Mur (Saragossa, 19 d'abril de 1602-Casbas, Osca, c. 1685) va ser una religiosa, poetessa i escriptora espanyola.

## Biografia
Va néixer a Saragossa el 19 d'abril de 1602, filla de Martín Abarca de Bolea i de la seva segona muller, Ana de Mur. El dia 20 d'abril va ser batejada a la parròquia de San Felipe de la capital. El Abarca de Bolea eren una influent i poderosa família noble aragonesa, destacada pel nombre de personalitats vinculades a àmbits com la diplomacia, la política, la literatura, entre d'altres.
Va viure des dels tres anys al monestir de Nuestra Señora de la Gloria de la vila de Casbas, del que ja no hauria de sortir i en el qual va adquirir una profunda formació religiosa i humanística. Durant la seva clausura es va enriquir amb lectures molt diverses que van incloure l'aprenentatge de llatí clàssic. Professa com a religiosa el 4 de juny de 1624. En 1655 a ser mestra de novícies i va arribar a exercir el càrrec d'Abadessa en 1672.
Es va cartejar amb importants erudits i escriptors dels cercles literaris aragonesos, en particular amb el que era el seu mecenes: Vincencio Juan de Lastanosa, i el Conde de Salinas, Juan Francisco Andrés de Uztarroz i molt probablement, amb Gracián, el qual la va elogiar i va recollir poemes seus en la seva Agudesa i art d'enginy.
El seu germà Luis Abarca de Bolea fou també escriptor de diverses poesies.

## Estil
La poesia d'Ana Francisca Abarca de Bolea es troba inserida en el llibre miscel·lani titulat Vigília i octavario de Sant Joan Baptista (Saragossa, 1679), que reuneix a més una novel·la curta o apóleg (La ventura en la desdicha) i una novel·la (El fin bueno en mal principio). Es tracta d'un gènere, el de les miscel·lànies, molt conegut en l'època, on en el marc d'un diàleg hereu de l'humanisme, s'intercala literatura de molt variats gèneres. En aquest cas, el marc recorda al de la novel·la pastoril, ja que un grup de rics i refinats pastors es reuneixen en un paratge del Moncayo, on s'alça una ermita dedicada a Sant Joan, per celebrar la vigília i l'octava de la festa del Sant durant nou dies, divertint-se en les seves estones d'oci amb entreteniments i banquets diversos, on es produeixen debats, s'expliquen anècdotes i es canten o reciten romanços i cançons.

La temàtica de la seva poesia és en la seva major part, de caràcter sacre i popular. En algun dels seus escrits empra la llengua aragonesa, un dels escassos testimoniatges de literatura amb trets lingüístics d'aragonès del segle xvii. N'és un exemple la "Alborada al nacimiento" que consta de vint cobles arromançades i de tema nadalenc, on s'expliquen costums del folklore («cantada por Ginés y Pascual al uso de su aldea y son de la gaita»). El comentari de l'autora, «notable gusto dio la letra y admiraron la inventiva y que se conserve tanto aquella antigua lengua que se usaba en España», indica que no n'era conscient de la utilització de la llengua aragonesa. Aquests poemes van ser estudiats pels filòlegs Manuel Alvar, Francho Nagore, María Ángeles Campo o José Manuel Blecua. Heus aquí un exemple de la seva "Albada del nacimiento":
| « | Media noche era por filos las doce daba el reloch cuando ha nagido en Belén un mozardet como un sol. | » |

## Obres
- Obra en aragonès d'Ana Francisca Abarca de Bolea, en Publicazións d'o Consello d'a Fabla Aragonesa, Osca, 1980.
- Catorce vidas de Santas de la Orden del Císter, Saragossa, Hereus de Pedro Lanaja i Lamarca, 1655.
- Historia del aparecimiento y milagros de Nuestra Señora de Gloria, venerada en el Real Monasterio Cisterciense de Casbas (manuscrita).
- ida de la Gloriosa Santa Susana, Virgen y Mártir, Princesa de Hungría y Patrona de la villa de Maella, en el Reino de Aragón, lugar del Marqués de Torres, Zaragoza, Herederos de Pedro Lanaja y Lamarca, 1671.

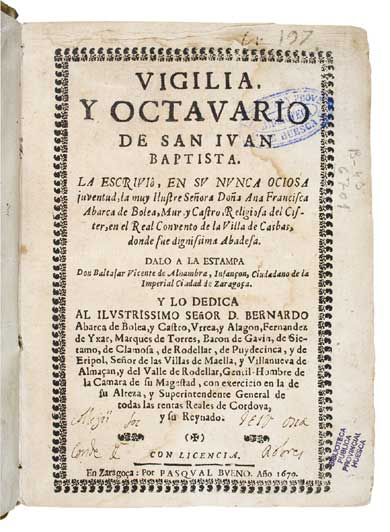

- Vida de Sant Félix Cantalici (manuscrita).
- Vigília i Octavari de Sant Joan Baptista, Saragossa, Pascual Bueno, 1679.

### Poemes
- «Octavas», en Palestra numerosa austriaca Huesca, 1650.
- «Dos sonetos a la muerte del Príncipe Don Baltasar», en Obelisco histórico y literario que la Imperial ciudad de Zaragoza erigió al Serenísimo Señor Don Baltasar Carlos de Austria, Príncipe de las Españas, Zaragoza, 1646.
- ««Al libro que escribió Don Francisco de La Torre, intitulado Baraja nueva de versos. Décima», en Entretenimiento de las Musas, Zaragoza, 1654.
- «Soneto a la Virgen de Gloria, Patrona del Monasterio de Casbas», edición de Manuel Serrano Sanz en Apuntes para una biblioteca de escritoras españolas desde el año 1401 a 1833, Madrid, 1903.